# Bitbird
Bitbird (стилизованный как bitbird) — независимый музыкальный лейбл и творческая компания, базирующейся в Гааге, Нидерланды, основанная диджеем и музыкальным продюсером San Holo в 2014 году. В данный момент лейбл ведут Budi Voogt и его давний друг и помощник Торвальд Ван ден Аккер, который также креативный директор и соучредитель. Их цель — поддержать хорошую, душевную музыку всех направлений, независимо от жанров. Они также верят в то, что давая художнику правильную систематическую поддержку, это позволить в полной мере выразить своё творчество. Они также хотят, чтобы bitbird был справедливым и следовал честной этике.
Хотя Bitbird известен прежде всего выпуском электронной танцевальной музыки и фьюче-бейса, они также выпустили большое количество разнообразных композиций различных жанров, включая классическую музыку, ритм-энд-блюз, трэп, и электроника.
bitbird наиболее известен выпуском музыки таких исполнителей, как San Holo, DROELOE, Taska Black, Duskus, и BeauDamian.

## История
Лейбл был основан в середине 2014 года друзьями детства Сандером Ван Дайком и Торвальдом Ван ден Аккером. Сандер заявил о том, что одной из причин для запуска лейбла, было «отсутствие лейбла, который мог бы дать ему творческий контроль который он жаждет».
30 июля 2014 года, они выпустили свой первый сингл «First Route» от Duskus , который они перераспределили на 29 октября, 2015.
На 15 июля 2016 года bitbird выпустил свой первый альбом под названием «Gouldian Finch» с синглом «Still Looking» от San Holo. «Still Looking» был выпущен 7 июня 2016 года и возглавила Hype Machine чарт для оригинальных релизов вскоре после его выхода.
На 22 ноября 2016 года лейбл выпустил сингл «Light» Сан Холо, которая возглавила Hype Machine вскоре после его выхода. Он также дебютировал на Billboard «Hot Dance/Electronic songs» на #38 позиции, стал треком недели 17 декабря, 2016 , прежде чем подняться на #26 место на следующий неделе и ворвавшись в ТОП-20 of the week 31 декабря. «Light» стало первым bitbird и San Holo релизом на любом чарте Billboard.
16 декабря 2016 года в культурном центре «Melkweg» (Амстердам) состоялась первая демонстрация bitbird, организованная хэдлайнерами — San Holo и Wiwek, на которой также выступили BeauDamian, DROELOE и Duskus.
5 октября, 2017 года, команда bitbird представила миру свою вторую компиляцию «Gouldian Finch #2». В неё вошли треки совершенно новых артистов, ранее не сотрудничавшие с лейблом, такие как: Autolaser, Flaws, Ramzoid и пр.
26 декабря, 2017 года на Bitbird вышел The Trip EP. 18 мая, 2018 года на Bitbird вышел «Lost in Thought» EP, дебютный EP исполнителя Flaws.

## Участники лейбла
- Analogue Dear
- Appleby
- Araatan
- Autolaser
- BeauDamian
- Braz
- Cassini
- Deon Custom
- DROELOE
- Duskus
- Dzz
- Eastghost
- Emma Sameth
- Flaws
- Greyhat
- Hundaes
- ILIVEHERE.
- Jan Level
- Jengi Beats
- Just A Gent
- Kasbo
- Losi
- Marcioz
- The Nicholas
- Vic Alexis